# Nitish Kumar
Nitish Kumar, né le 1er mars 1951, est un homme politique indien, membre du Janata Dal. Il est ministre en chef du Bihar de 2005 à 2014 et depuis février 2015.

## Biographie
Membre du Janata Dal, Nitish Kumar est membre du gouvernement indien, comme ministre de l'Agriculture de 1999 à 2000 et de 2000 à 2001, des Transports terrestres de 1998 à 1999 et des Chemins de fer de 1998 à 1999 et de 2001 à 2004, dans le cabinet d'Atal Bihari Vajpayee. 
En novembre 2005, il est élu ministre en chef du Bihar, fonction qu'il conserve jusqu'en mai 2014, date à laquelle il remet sa démission, après l'échec de son parti aux élections législatives indiennes. Cependant, il retrouve son poste de chef du gouvernement du Bihar dès le 22 février 2015.
Il se fait aimer des Biharis, habitués par les régimes précédents à avoir de faibles attentes. Son gouvernement procède à la nomination de 100 000 enseignants dans les écoles, veille à ce que les médecins travaillent dans des centres primaires de santé, et s'occupe aussi de l'électrification des villages, du pavage des routes, de réduire de moitié l'analphabétisme des femmes, de tourner la page de l'État de non-droit en réprimant les criminels et de doubler le revenu moyen des Biharis. Le taux de croissance cumulative du produit intérieur brut du Bihar au cours de son mandat est le plus élevé par rapport aux autres États à cette même période.[réf. nécessaire]
En janvier 2020, Nitish Kumar rencontre le dalaï-lama à Bodh Gaya.